# Myths of the Near Future
Myths of the Near Future je studiové album londýnské hudební skupiny Klaxons, které v roce 2007 získalo ocenění Mercury Prize. Vydala je společnost Polydor Records 29. ledna 2007 a bylo nahráno v Battle v hrabství East Sussex.
Album je pojmenováno po povídkové sbírce Mýty blízké budoucnosti britského spisovatele Jamese Grahama Ballarda.
Týden po jeho vydání se hit „Golden Skans“ vyšplhal na sedmé místo na žebříčku UK Top 40.

## Seznam skladeb
1. "Two Receivers"
2. "Atlantis to Interzone"
3. "Golden Skans"
4. "Totem on the Timeline"
5. "As Above, So Below"
6. "Isle of Her"
7. "Gravity's Rainbow"
8. "Forgotten Works"
9. "Magick"
10. "It's Not Over Yet"
11. "Four Horsemen of 2012"